# Nanomitus sellatus
Nanomitus sellatus är en insektsart som beskrevs av Navás 1912. Nanomitus sellatus ingår i släktet Nanomitus och familjen fjärilsländor. Inga underarter finns listade i Catalogue of Life.